# 元德皇后
元德皇后（943年—977年）李氏，宋太宗妃嬪，真定人，乾州防禦使贈安國軍節度使常山郡王李英之女。

## 生平
宋太祖聽說李氏有容德，推薦給趙光義。開寶初，封隴西縣君，太平興國初封隴西郡夫人，太宗即位後，晉封李氏为夫人，生皇女二人，皆早亡，其後生漢王趙元佐和趙恆（後來的宋真宗）。太平興國二年（977年）薨，年三十四。
至道三年五月真宗即位後追封母親為賢妃，十二月晉尊號為皇太后，咸平元年（998年）正月，上諡曰元德。咸平三年（1000年）袝葬永熙陵。大中祥符元年（1008年）追贈李后的父親李英為檢校太尉、安國軍節度、常山郡王，母親為魏國太夫人。大中祥符三年禮官趙湘請以李后袝太廟太宗室。真宗說：「此重事也，俟令禮官議之。」六年秋，宰相王旦與群臣表請後，尊號中去「太」字，升祔太廟，位於明德李皇后之次。

## 延伸阅读
[在维基数据编辑]
 《宋史·卷242》，出自脱脱《宋史》